# 令狐彰
令狐 彰（れいこ しょう、生年不詳 - 773年）は、唐代の軍人。字は伯陽。本貫は京兆府富平県。

## 経歴
鄧州録事参軍の令狐濞（令狐徳棻の曽孫）の子として生まれた。母の家に留められ、幽州で成長した。才気に優れて、胆気があった。書物を渉猟して、文意のあらましを知った。弓矢を得意として従軍し、安禄山に仕えた。天宝年間、軍功により左衛員外郎将に累進した。
安禄山が反乱を起こすと、令狐彰は反乱軍の将の張通儒に従って長安に進攻した。張通儒により城内左街使とされた。至徳2載（757年）、唐軍が長安・洛陽を奪回すると、令狐彰は張通儒らに従って河朔に逃走した。史思明の下で博州刺史と滑州刺史をつとめ、数千の兵を率いて白馬県に駐屯した。
上元2年（761年）、令狐彰は唐への帰順を図り、唐の滑州監軍の楊万定に上奏文を届けた。令狐彰は杏園に移駐していたため、史思明に疑われ、史思明の派遣した薛岌の精兵に杏園を包囲された。令狐彰は旗幟を鮮明にして、反乱軍と戦い、これを撃破して包囲を脱出した。麾下の将士数百人とともに楊万定に従って長安に入朝した。粛宗の厚遇を受けて、御史中丞に任じられ、滑州刺史・滑亳魏博節度使を兼ねた。そのまま銀青光禄大夫の位を加えられ、滑州に駐屯し、反乱軍の残党の掃討を委ねられた。宝応2年（763年）、史朝義が滅亡すると、令狐彰は御史大夫に転じ、霍国公に封じられた。
大暦3年（768年）、令狐彰は検校工部尚書を加えられた。ほどなく余官はもとのまま、検校尚書右僕射を加えられた。晩年には母の喪にあって、令狐彰は失明した。大暦8年（773年）2月壬申、死去した。太傅の位を追贈された。
子に令狐建・令狐運・令狐通があった。

## 伝記資料
- 『旧唐書』巻124 列伝第74
- 『新唐書』巻148 列伝第73